# Kreis Parchim

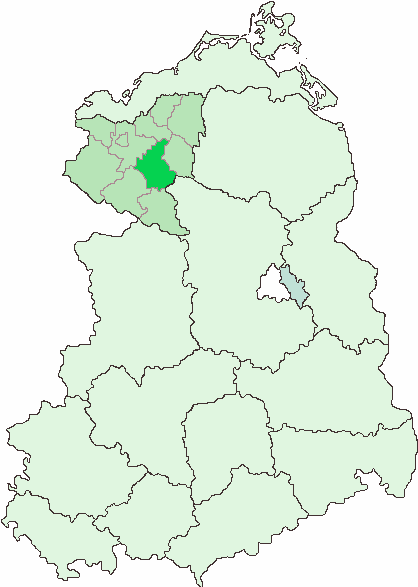
Lage des Kreises Parchim
im Bezirk Schwerin

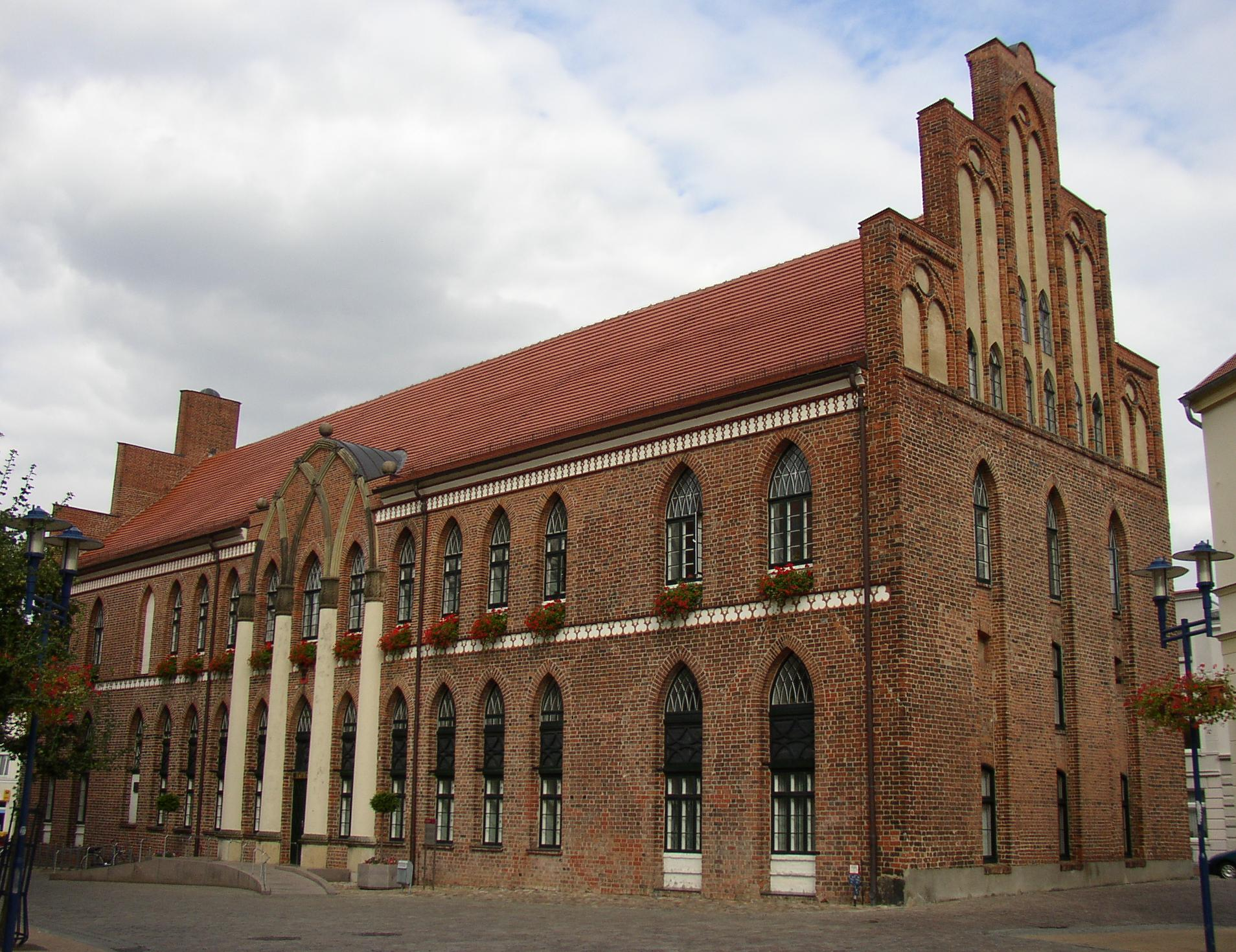
Rathaus in Parchim

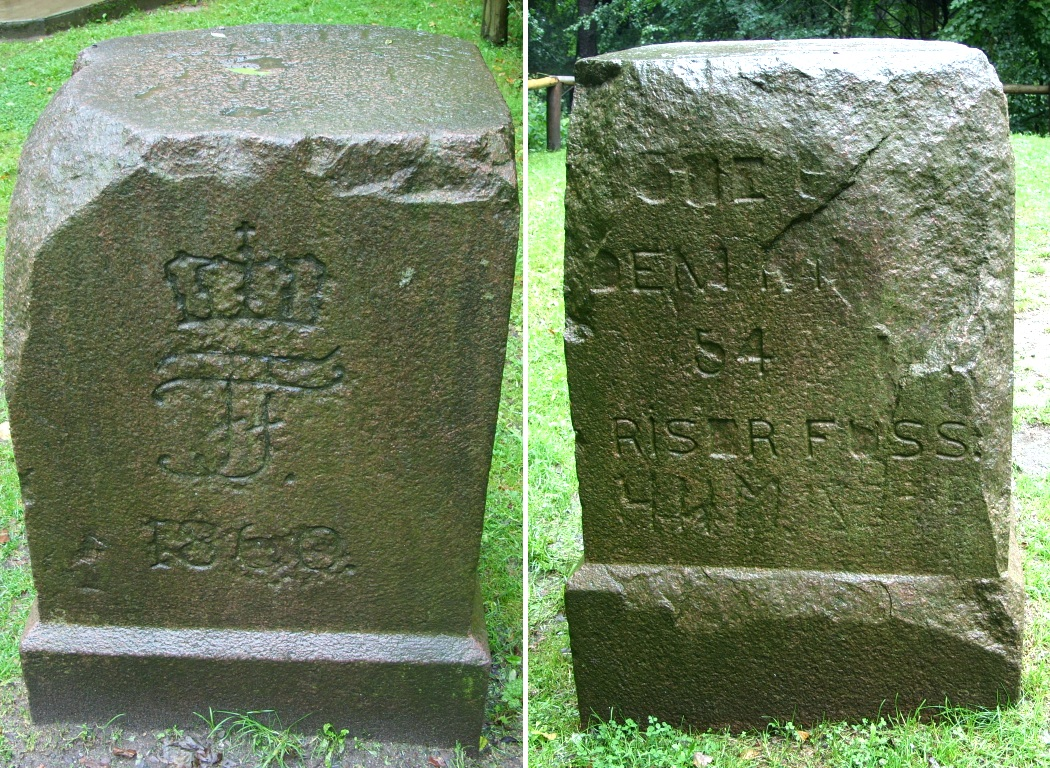
FF-Stein (Trigonometrischer Punkt) auf dem Ruhner Berg

Der Kreis Parchim war ein Kreis des Bezirks Schwerin in der DDR. Ab dem 17. Mai 1990 bestand er als Landkreis Parchim fort. Sein Gebiet gehört heute zum Landkreis Ludwigslust-Parchim in Mecklenburg-Vorpommern. Der Sitz der Kreisverwaltung befand sich in Parchim.

## Geografie

### Lage
Das Kreisgebiet war im Nordwesten durch die Lewitz, einer nach der Eiszeit durch Schmelzwasser ausgespülten Senke mit weiten Wiesen- und Ackerflächen, und im Süden durch einen Endmoränenzug, die Ruhner Berge geprägt. Der Ruhner Berg war mit seinen 177 Metern Höhe über dem Meeresspiegel der höchste Berg im Bezirk Schwerin. Weitere Erhebungen sind der Lange Berg (125 m) beim Parchimer Ortsteil Kiekindemark und der Tempelberg (83 m) bei Frauenmark. Die tiefsten Lagen befanden sich innerhalb der Lewitz am Ufer der Elde (ca. 40 m ü. NN).
Durch die Gemarkung des ehemaligen Kreises verläuft die Nordsee-Ostsee-Wasserscheide. Während die Müritz-Elde-Wasserstraße, dies ist der kanalisierte Verlauf der Elde, deren ursprüngliches Flussbett in Teilen in Form von Seitenarmen erhalten ist, sowie die bei Ziegendorf entspringende Löcknitz über die Elbe in die Nordsee entwässern, mündet die Warnow, deren Quelle sich bei Grebbin befindet, in die Ostsee.
In dem eher seenarmen Gebiet sind der Treptowsee bei Redlin und der Wockersee in Parchim nennenswert. Südlich von Parchim befinden sich größere Waldflächen.

### Fläche und Einwohnerzahl
Die Fläche des Kreises betrug 677 km². Das entsprach 7,8 % der Fläche des Bezirks Schwerin.
Die Einwohnerzahl betrug im Jahr 1985 etwa 39.500. Das waren 6,6 % der Einwohner des Bezirks. Die Bevölkerungsdichte belief sich auf 58 Einwohner je km².

### Nachbarkreise
Der Kreis Parchim grenzte im Norden an den Kreis Sternberg, im Osten an den Kreis Lübz, im Süden an den Kreis Perleberg, im Südwesten an den Kreis Ludwigslust, im Nordwesten an den Kreis Schwerin-Land und im Südosten an den zum Bezirk Potsdam gehörenden Kreis Pritzwalk.

## Geschichte
Der mecklenburgische Kreis Parchim entstand am 25. Juli 1952 aus dem alten Landkreis Parchim unter Abtretung der Osthälfte, die den neuen Kreis Lübz bildete, und gehörte dem neu gebildeten Bezirk Schwerin an. Am 1. Januar 1974 wechselte die Gemeinde Möllenbeck aus dem Kreis Parchim in den Kreis Ludwigslust. 
Am 17. Mai 1990 wurde aus dem Kreis der Landkreis Parchim. Er kam am 3. Oktober 1990 in das neu gegründete Land Mecklenburg-Vorpommern innerhalb des Beitrittsgebiets zur Bundesrepublik Deutschland. Am 12. Juni 1994 wurde der Landkreis aufgelöst und zusammen mit dem Landkreis Lübz sowie Teilen der Landkreise Sternberg und Schwerin zum neuen Landkreis Parchim.

## Wirtschaft und Infrastruktur
Weite Teile wurden bei mittlerer Bodengüte landwirtschaftlich, vor allem für den Anbau von Roggen, Gerste und Kartoffeln genutzt. Neben dem Hydraulikwerk, der Geflügelzucht und der Konservenfabrik waren in Parchim Betriebe zur Produktion von Möbelstoffen und Gasbeton vertreten.
Durch den Kreis Parchim führte die Fernverkehrsstraße 191 von Ludwigslust nach Lübz. Die F 321 verband den Kreis mit Schwerin und Pritzwalk. Seit 1982 verlief ein Teilstück der Transitautobahn Hamburg–Berlin durch das Kreisgebiet mit den Anschlussstellen Parchim und Suckow. In Höhe Stolpe existierte schon zu DDR-Zeiten eine Autobahnraststätte. Nach dem Abzug der russischen Streitkräfte wurde der Flughafen Schwerin-Parchim privat genutzt und seither für die zivile Luftfahrt ausgebaut.

## Bilder

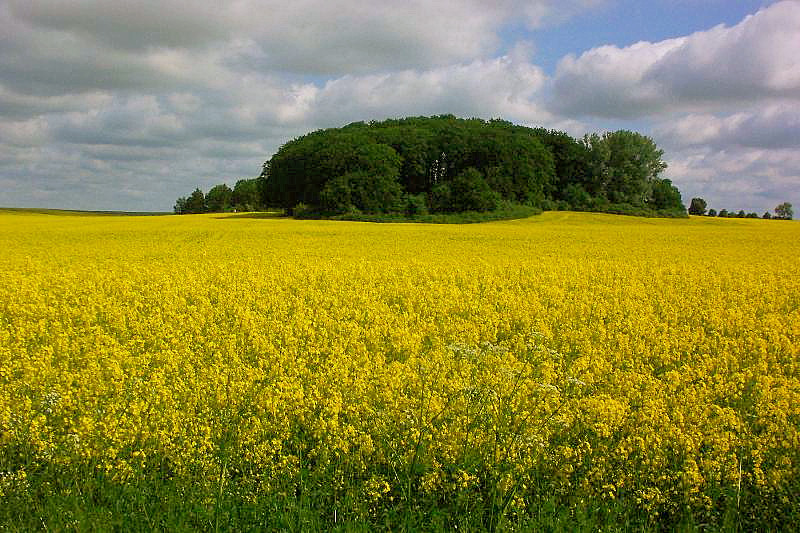
Rundholz bei Frauenmark
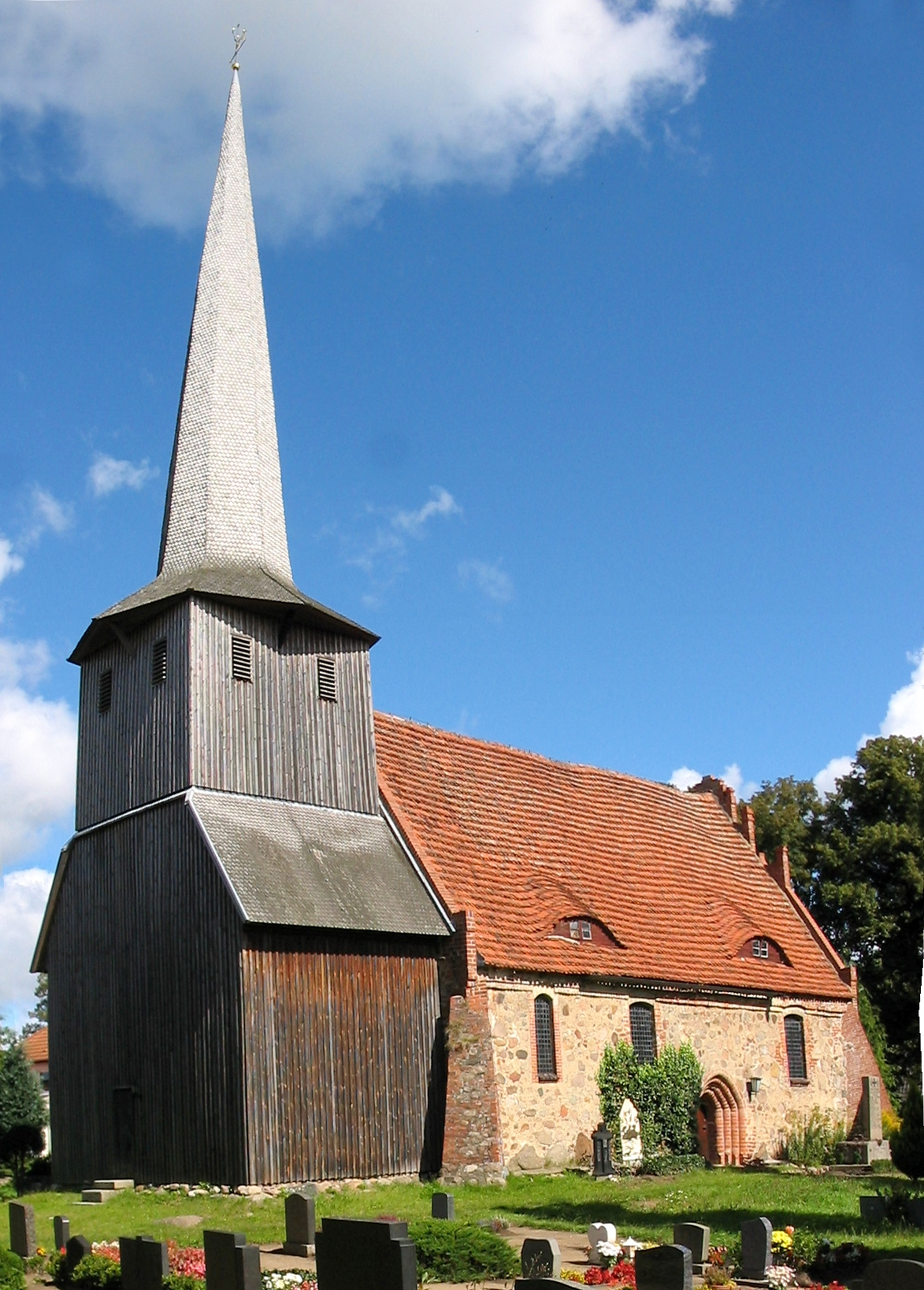
Dorfkirche in Suckow
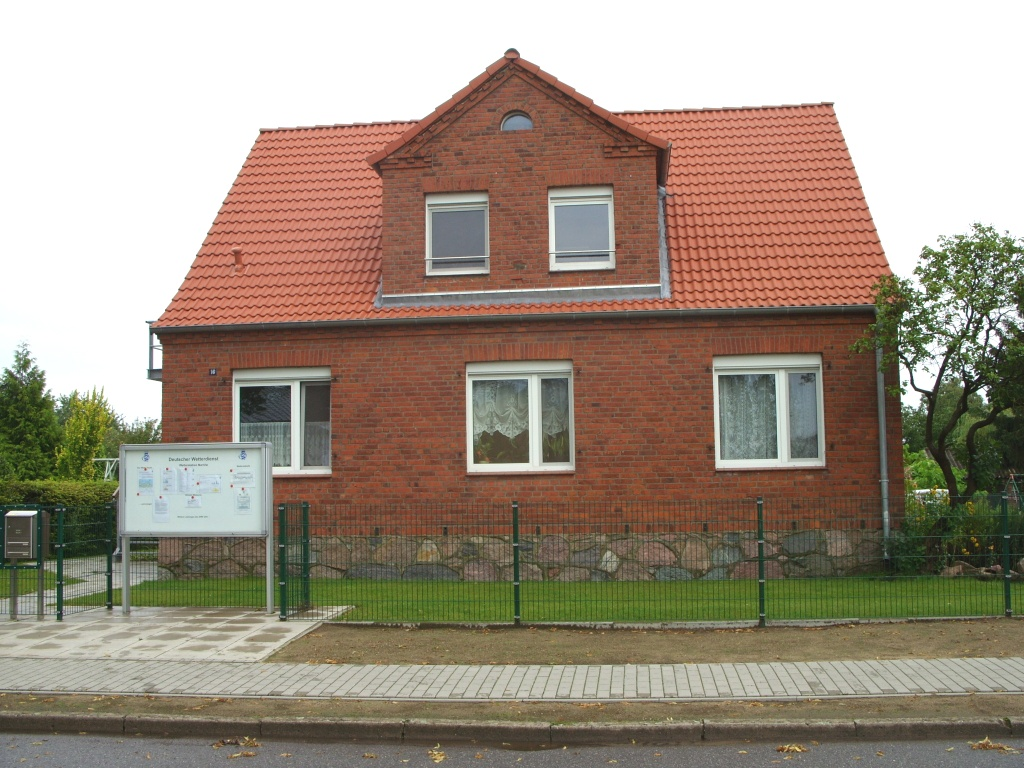
Wetterstation in Marnitz
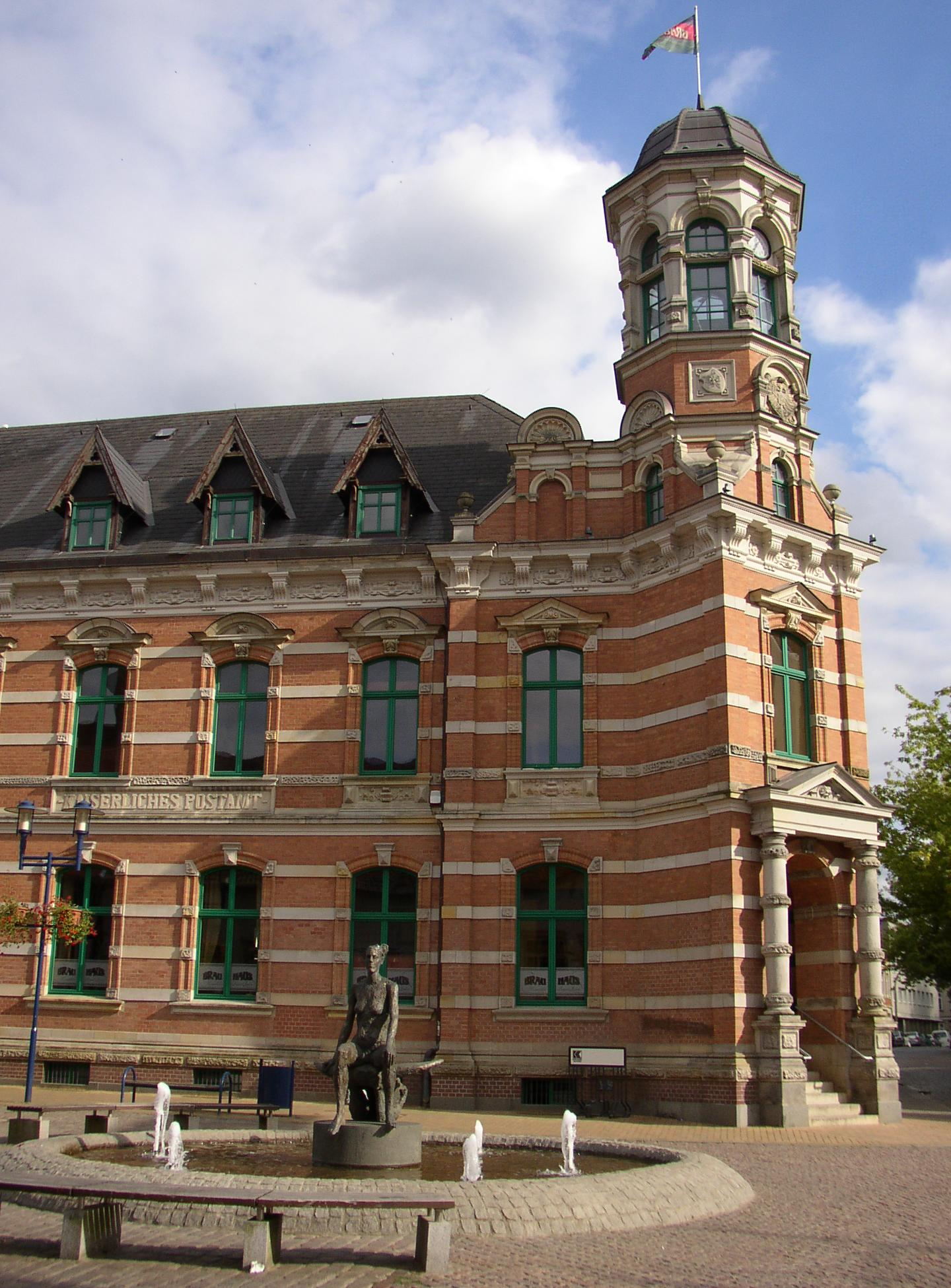
Kaiserliches Postamt in Parchim

## Städte und Gemeinden
Der Ort Ruhn bei Marnitz fiel 1982 wüst und wurde abgetragen. Zum 18. Juli 1992 wechselten die Ortsteile Pampin und Platschow der brandenburgischen Gemeinde Berge zur Gemeinde Ziegendorf.
Am  3. Oktober 1990 besaß der Landkreis Parchim die folgenden Gemeinden
| - Damm - Domsühl - Friedrichsruhe - Grebbin - Groß Godems - Groß Niendorf - Herzberg - Herzfeld - Karrenzin | - Klinken - Marnitz - Matzlow-Garwitz - Mestlin - Parchim, Stadt - Raduhn - Rom - Severin - Siggelkow | - Spornitz - Stolpe - Stralendorf - Suckow - Tessenow - Ziegendorf - Zölkow |

Ehemalige Gemeinden
- Darze, am 7. Juli 1966 zu Stralendorf
- Drefahl, am 1. Januar 1974 zu Ziegendorf
- Dütschow, am 1. Januar 1974 zu Spornitz
- Garwitz, am 11. Oktober 1965 zu Matzlow-Garwitz
- Klein Niendorf, am 1. Juli 1966 zu Rom
- Klein Pankow, am 1. Januar 1957 zu Redlin
- Matzlow, am 11. Oktober 1965 zu Matzlow-Garwitz
- Möllenbeck, am 1. Januar 1974 zum Kreis Ludwigslust
- Neuhof, am 1. Januar 1957 zu Parchim
- Pampin, am 1. Mai 1973 zu Berge
- Redlin, am 1. Februar 1974 zu Siggelkow

## Kfz-Kennzeichen
Den Kraftfahrzeugen (mit Ausnahme der Motorräder) und Anhängern wurden von etwa 1974 bis Ende 1990 dreibuchstabige Unterscheidungszeichen, die mit den Buchstabenpaaren BK und BL begannen, zugewiesen. Die letzte für Motorräder genutzte Kennzeichenserie war BT 00–01 bis BT 10–40.
Anfang 1991 erhielt der Landkreis das Unterscheidungszeichen PCH.